# Félix H. Agüero
Félix H. Agüero (nacido como Félix Heliodoro Agüero Ysnardi,  ¿? en Asunción - Septiembre de 1937) fue estudiante del Colegio Nacional de la Capital (CNC), importante dirigente estudiantil de la organización secundaria y Secretario General de la Federación Juvenil Comunista (FJC), órgano juvenil del Partido Comunista Paraguayo (PCP). Fue secuestrado, torturado y asesinado por el "frente de guerra" de la Caballería, facción terrorista nazi, al servicio del gobierno de Félix Paiva. 

## Reseña biográfica
Félix H. Agüero, hijo de Juan Agüero y de Ester Ysnardi, nació en Asunción entre 1917 y 1920. Fue un prestigioso estudiante del Colegio Nacional de la Capital, también fue uno de los primeros dirigentes juveniles del Partido Comunista Paraguayo (PCP).
Según el relato de Obdulio Barthe, el 14 de agosto de 1937, Pangolo fue secuestrado de las calles de Asunción y asesinado en tortura por el gobierno oligárquico liberal de Félix Paiva. Otras fuentes indican que su secuestro ocurrió a mediados de setiembre de aquel año. Pocos días después de su desaparición, su cadáver fue sacado del río Paraguay por un pescador. El cuerpo fue encontrado atado de pies y manos, con signos de brutales torturas. Un grupo de jóvenes estudiantes se enteró de la aparición del cadáver antes que la policía, recogió el cuerpo y lo llevó al Hospital de Clínicas en Asunción. Luego, fue trasladado a la morgue por estudiantes de medicina, quienes le practican una autopsia junto con el doctor Boggino y corroboraron así las brutales torturas que sufrió Agüero por parte de las fuerzas represivas de Félix Paiva.
Allí la policía intentó llevarse el cuerpo para eliminar evidencias y ocultar la situación, pero los estudiantes forman una muralla y luchan para no permitirlo. Se lo veló con esa guardia permanente. Describió Barthe en sus memorias: 
Su entierro constituyó uno de los actos cívicos más grandes y conmovedores del Paraguay. Tal era la talla de este héroe y su prestigio, tal era la combatividad del pueblo y su decisión de enfrentar la bestia fascista. Varios kilómetros con la bandera paraguaya desplegada de acera a acera marchaba el pueblo a rendirle su postrer despedida. Todos los oradores, de distintas posiciones democráticas apostrofaron a los culpables. Hasta el sacerdote Belloso, quien fuera su profesor de Latín, habló en el acto, destacando sus cualidades de alumno ejemplar, el mejor de su curso.
En varios lugares del país se rindió tributo al destacado Félix H. Agüero. En Encarnación se organizó una gran movilización estudiantil en memoria del héroe revolucionario caído. La primera vez que cayó preso el maestro Antonio Maidana habría sido durante este homenaje a Félix H. Agüero. En el libro Milicianos paraguayos en la España Republicana y en la lucha contra la ocupación nazi de Francia, de Víctor Manuel Martínez Ramírez y Tomás Vera, se menciona el asesinato de Félix H. de la siguiente manera: 
La marea mundial del auge de los regímenes autoritarios de corte fascista había alcanzado también al Paraguay. La revolución de febrero de 1936 que emergió con la consigna de «liberación integral» pronto fue desvirtuada por infiltrados fascistas –Freire Esteves y Cía.– que con el decreto 152 reiniciaron la persecución política y sindical. Para su desplazamiento, por vía del levantamiento militar del 13 de agosto de 1937 actuaron jefes comprometidos con el «Frente de Guerra», organización de tipo terrorista que un mes después de instalado el gobierno de Félix Paiva asesinaba al joven estudiante Félix H. Agüero, arrojando su cadáver mutilado al río.
El crimen se le atribuye a un grupo de militares de la Caballería nucleados en una agrupación de simpatías nazi-fascistas denominado “Frente de Guerra”. Antonio Bonzi, afirmó que fue la inauguración del terrorismo de Estado en el Paraguay. El estudiante Lincoln Chilavert apostrofaba en su despedida: «No saben estos brutos, salvajes, estos Caínes, que cortada su cabeza luminosa, las ideas que ella contenían, al viento corren noche y día».

## Legado

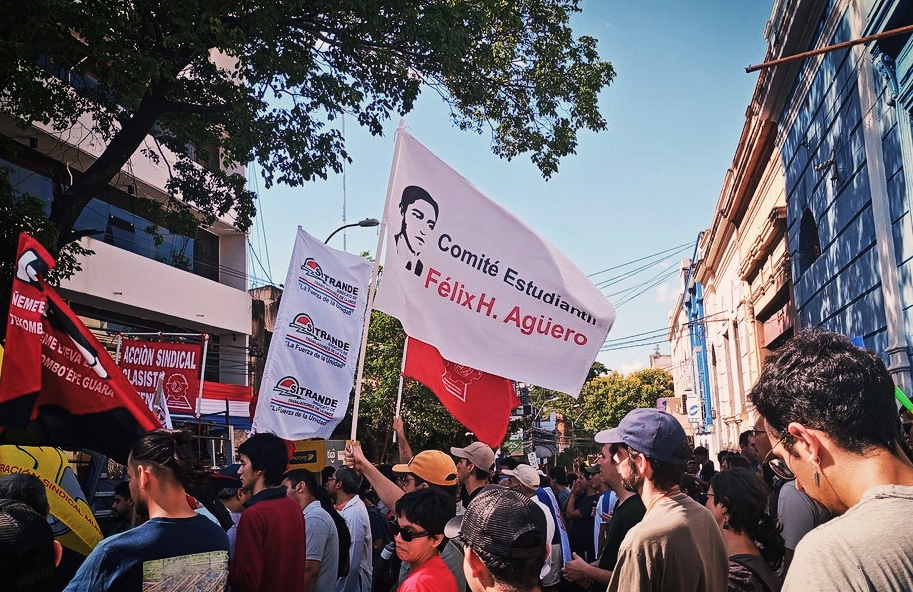
Imagen del Comité Estudiantil Félix H. Agüero, durante la marcha del día del trabajador, 2024

La historia de Félix H. Agüero ha inspirado la formación del Comité Estudiantil que lleva su nombre y que es parte del movimiento estudiantil universitario del Paraguay.
Este Comité integra espacios heterogéneos de organización gremial universitaria a lo largo del país, levantando la bandera de Félix H. Agüero y su legado de lucha. Además este Comité ha realizado entrevistas y críticas a las políticas del gobierno de Santiago Peña.